# Yang-do
Yang-do är en ö i Nordkorea.   Den ligger i provinsen Hambuk, i den östra delen av landet, 400 km nordost om huvudstaden Pyongyang. Arean är 0,49 kvadratkilometer.
Terrängen på Yang-do är platt. Öns högsta punkt är 55 meter över havet. Den sträcker sig 0,7 kilometer i nord-sydlig riktning, och 1,1 kilometer i öst-västlig riktning.